# حسن مكي العاملي
حسن بن يوسـف بن إبراهيم المشتهر بالمكي الحسيني العاملي ينتهي نسبه إلى الإمام الحسين بن علي.
وهو رجل دين شيعي من جبل عامل، أسهم في تطوّر الحركة الفكرية في جبل عامل

## ولادته ونشأته
ولد حسن يوسف مكي في بلدة حبوش (من قرى جبل عامل) وذلك في العام 1844 ميلادي (1260هجري) ، وهو ابن أسرة كانت تتعاطى الفلاحة والزراعة.
تلقّى علومه الأولى في بلدة جباع القريبة من حبوش. فقرأ على الشيخ مهدي آل شمس الدين ثم لما غادر المذكور جباع غادرها معه إلى قريته مجدل سلم. وقد كان له قرابة مع الشيخ عبد الله نعمة العاملي.

## في النجف
هاجر إلى النجف عام 1870 ميلادي (1287 هجري) لمتابعة دراسته ومكث فيها 22 عاما.
بعد 22 عاما من الدراسة في النجف، عاد إلى جبل عامل في العام 1892 ميلادي (1309 هجري) بعد أن حاز على درجة الاجتهاد من كبار علمائها. كتب في الفقه والأصول تقريرات من دروس أساتذته.

### أساتذته في النجف
أيام إقامته في النجف، أخذ يدرس علم الأصول والفقه على علماء الشيعة المجتهدين ومنهم:
1. الشيخ محمد حسين الكاظمي
2. الشيخ محمد طه نجف
3. ملا محمد الشرابياني
4. الشيخ ملا كاظم الخراساني
5. الشيخ محمد حسن آل ياسين (في الكاظمية)

## في جبل عامل
يقول السيد محسن الأمين في كتابه أعيان الشيعة (ج5/ ترجمة رقم859): «كان عالما فاضلا، متقنا محمود السيرة، غاية في حسن الخلق وسخاء النفس وعلو الهمة والسعي في قضاء حوائج المؤمنين والتواضع، يخدم أضيافه
بنفسه».انتهى
بعد عودته من النجف دعاه أهل النبطية التحتا للإقامة عندهم فسكنها وابتنى بها دارا له وأنشأ فيها مدرسة وبنى جامعها، بناهما له المحسن الحاج حيدر جابر من ماله الخاص.
وفي جبل عامل انكبّ السيد حسن يوسف مكّي على عدّة امور منها: 
1. العناية بالأمور الدينية والتدريس
2. نشر الوعي والمساهمة في النهضة الفكرية والعلمية في جبل عامل.
3. نشر العلم وذلك من خلال المدرسة الحميدية أو المدرسة الدينية التي أنشأها وقام بأمرها في العام 1892 ميلادي في النبطية، وكانت في بداياتها مؤلفة من ست غرف، وشهدت إقبالا منقطع النظير في مختلف أنحاء جبل عامل. ولكن سرعان ما انفرط عقدها عند وفاة مؤسسها. شهدت توسّعا كبيرا أيام مؤسسها وقد وصفها الشيخ أحمد عارف الزين بزهرة المدارس العاملية، وضمت ما يزيد على ثلاثمائة طالب كانوا يقيمون بها ليلهم ونهارهـم وكان المترجــم له يدرس الفقه والأصول لكبار التلامذة. وقد درّس فيها عدد من الأعلام منهم: الشيخ أحمد رضا والشيخ سليمان ضاهر. وقد تخرّج منها أيضا بعض النخب العلمية من أمثال الشيخ أحمد عارف الزين.

## وفاته
أصيب بفالج وسكتة دماغية عقيب حادث مؤلم ولم يطل مرضه أكثر من اثني عشر يوما، وتُوفي السيد حسن يوسف مكي في العام 1906 ميلادي (1324 هجرية) عن عمر لا يتجاوز (64) عاما ودُفن في باحة المدرسة التي أسسها، وعمل على ضريحه قبة.